# Aldama (Chiapas)
Aldama è un comune nello stato del Chiapas, Messico. Conta 8 480 abitanti secondo le stime del censimento del 2020.